# Seimatosporium alneum
Seimatosporium alneum är en svampart som beskrevs av Nag Raj 1986. Seimatosporium alneum ingår i släktet Seimatosporium och familjen Amphisphaeriaceae.   Inga underarter finns listade i Catalogue of Life.